# Comuna Morozivka, Milove
Morozivka (în ucraineană Морозівка) este o comună în raionul Milove, regiunea Luhansk, Ucraina, formată din satele Morozivka (reședința), Șelestivka și Zorînivka.

## Demografie
Componența lingvistică a comunei Morozivka
     Ucraineană (84,71%)
     Rusă (15,07%)
     Alte limbi (0,17%)
Conform recensământului din 2001, majoritatea populației comunei Morozivka era vorbitoare de ucraineană (84,71%), existând în minoritate și vorbitori de rusă (15,07%).